# Linamon
Linamon là một đô thị hạng 5 ở tỉnh Lanao del Norte, Philippines. Theo điều tra dân số năm 2007, đô thị này có dân số 16.340 người.

## Các đơn vị hành chính
Linamon được chia ra 8 barangay.
- Bosque
- Larapan
- Magoong
- Napo
- Poblacion
- Purakan
- Robocon
- Samburon